# シャンボール＝ミュジニー
シャンボール＝ミュジニー(Chambolle-Musigny)は、フランス中央部ブルゴーニュ＝フランシュ＝コンテ地域圏コート＝ドール県にある人口313人の村。ブルゴーニュワインの生産地として有名である。

## 地理
県庁所在地ディジョンの南約18キロ、コート・ド・ニュイ地区のほぼ中央部にある。

## 人口統計
| 1962年 | 1968年 | 1975年 | 1982年 | 1990年 | 1999年 | 2006年 | 2009年 |
| ------ | ------ | ------ | ------ | ------ | ------ | ------ | ------ |
| 444    | 455    | 403    | 364    | 355    | 313    | 308    | 317    |

参照元:Base Insee,,

## 姉妹都市
- ソノマ、アメリカ合衆国
- シュヴァーベンハイム・アン・デア・ゼルツ、ドイツ